# 朱匡業
朱匡業（？—？），五代十國南唐軍事將領。楊吳奉國節度使朱延壽之子。朱延壽因謀叛罪而与兄弟们都被楊行密誅殺，當時朱匡業年紀尚幼，杨行密念及朱延寿有功而饶恕了他。稍為長大後，嗜酒使氣。徐知誥輔政時，提拔朱匡業爲軍校，累積軍功至諸軍都虞候。昇元年間，出任爲歙州刺史，有政績，改為建州留後；還朝後，授職神衛統軍。
後周入侵淮南時，中外震駭，盜賊乘此機會令盜竊時常發生，便以朱匡業爲內外巡檢使，朱匡業嚴正而無私，犯令者無所捨免，四郊皆肅然，夜晚門户可以不閉。正陽喪師後，朱元叛變，李璟提議親征，召朱匡業及統軍劉存中問二人方略，朱匡業輒然應對說：「運數之興，天地皆助；大事若去，雖英雄亦無如之何。」劉存中從旁贊揚他。因此忤逆李璟旨意，貶朱匡業為撫州團練使，流放劉存中至饒州。李煜襲位，召朱匡業拜為神武統軍，加中書令，其後逝世。
朱匡業有一子名為朱崇俊，為人矮小醜陋，身體瘦弱，然而長於以騎兵攻擊，馳突有若天神，早年逝世。
南唐末年武将朱令赟是朱匡业的从子，也有记载为儿子。